# St. Laurentius (Clarholz)
Die Kirche St. Laurentius ist die römisch-katholische in Clarholz, einem Ortsteil der Gemeinde Herzebrock-Clarholz im Kreis Gütersloh in Nordrhein-Westfalen. Die Kirche und ihre Pfarrgemeinde gehören heute zum Pastoralen Raum Rheda-Herzebrock-Clarholz, zu dem neben der St.-Laurentius-Kirche auch die Kirchen St. Christina (Herzebrock) und St. Clemens (Rheda) gehören. 1175 wurde die Kirche von Arnold, Bischof von Osnabrück, als Stiftskirche des Stifts Clarholz, eines Prämonstratenserklosters, sowie als Pfarrkirche für die Pfarre Clarholz gestiftet.

## Bau und Anlage

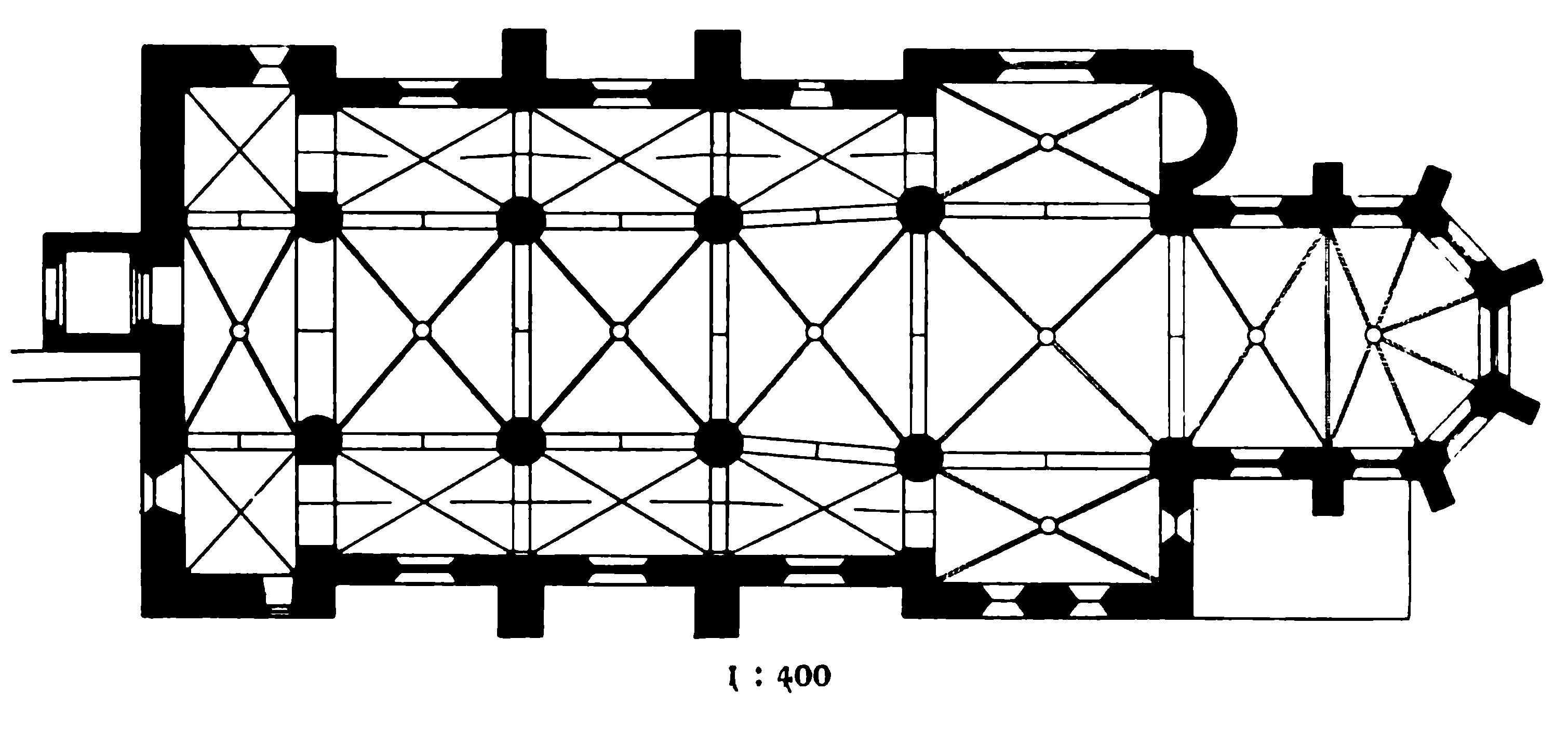
Grundriss

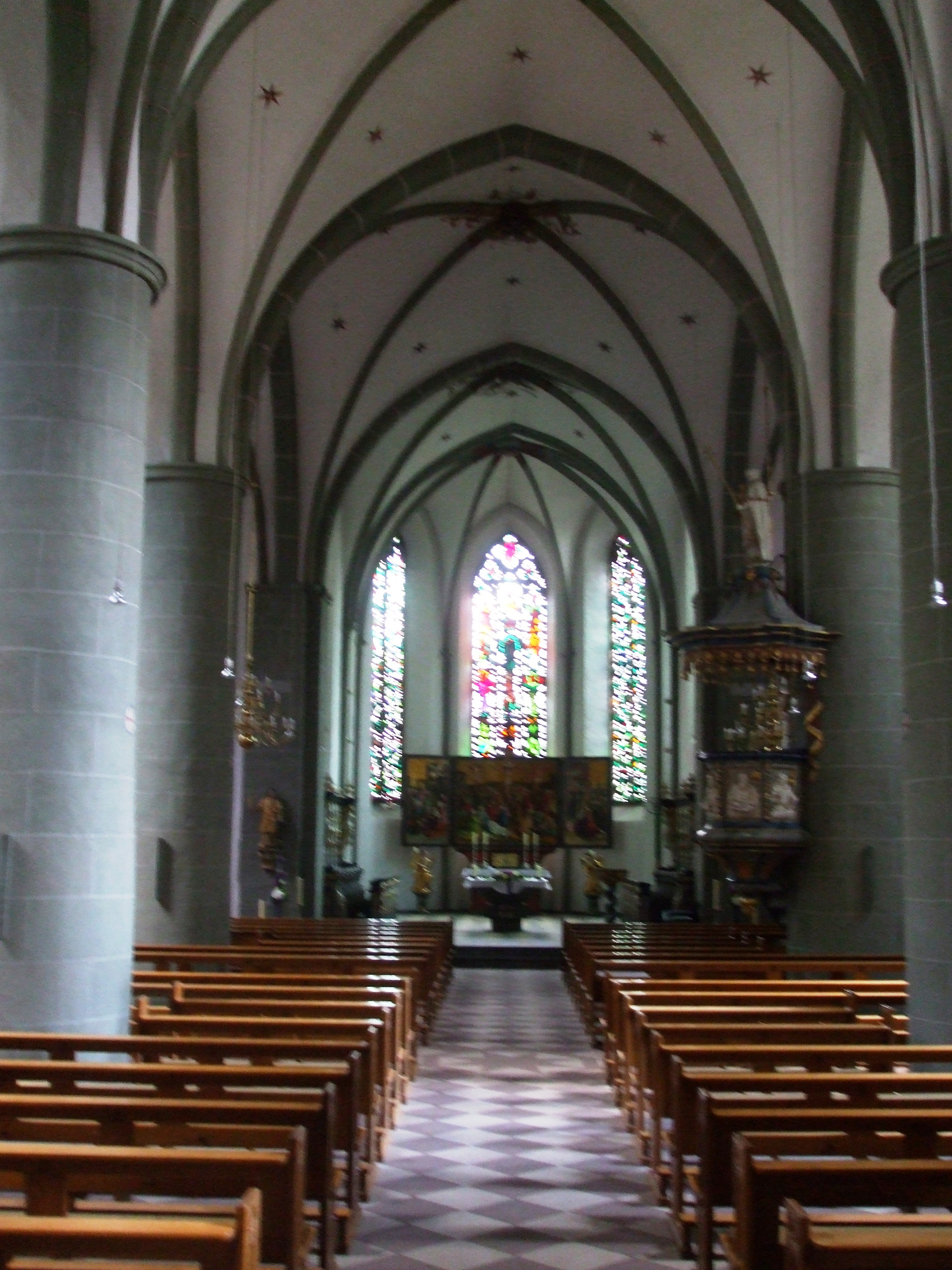
Inneres

Die romanische Basilika aus dem 12. Jahrhundert wurde von 1320 bis 1330 zu einer gotischen Hallenkirche umgebaut, der Altarraum wurde erweitert und die Gewölbe bemalt. Zu den romanischen Resten gehören u. a. der mächtige Westbau mit wenigen Rundbogenfenstern und Schlitzöffnungen, die beiden als Türklopfer dienenden Löwenköpfe, das Querschiff sowie die im Osten daran anschließenden Apsiden. Rechts vom Hauptportal ist im Mauerwerk noch der Ansatz des alten romanischen Portals zu erkennen. Die eindeutig gotischen Zugaben sind an der Aufstockung der Mauern in den Seitenschiffen, die spätgotische Kreuzigungsgruppe aus Baumberger Sandstein an der nordseitigen Fassade des Westbaus sowie am neu errichteten Chor zu erkennen. Das flachgedeckte Langhaus und das Querhaus wurden in einen gewölbten Hallenraum von vier mal drei Jochen umgewandelt. Da die Kirche als Stiftskirche durch einen Lettner (Reste sind in einer Nische in der Südwand im Langschiff ausgestellt) in je einen dem Klerus und einen dem Volk vorbehaltenen Teil getrennt war (auch erkennbar an der unterschiedlichen Gestaltung des Gewölbes), stand der Taufstein ursprünglich im Westteil der Kirche. Inzwischen ist er im nördlichen Querschiff aufgestellt. Der Bronzedeckel des Taufsteins stammt vom Clarholzer Bildhauer Wilhelm Tophinke.
1955 wurde die ehemalige Pfarrkirche grundlegend renoviert; 1981 folgte eine weitere Innenrenovierung. Die nachkonziliare Umgestaltung des Chors durch Heinrich Gerhard Bücker wurde 1986 teilweise rückgängig gemacht, der als unbefriedigend karg empfundene Altarraum wurde durch eine Kopie des Altarretabels von Bad Orb ergänzt. 1992 wurde das Kirchendach geschiefert und die Außenfassade der Kirche renoviert, 2003 erfolgte eine weitere Innenrenovierung der Kirche.

## Glocken

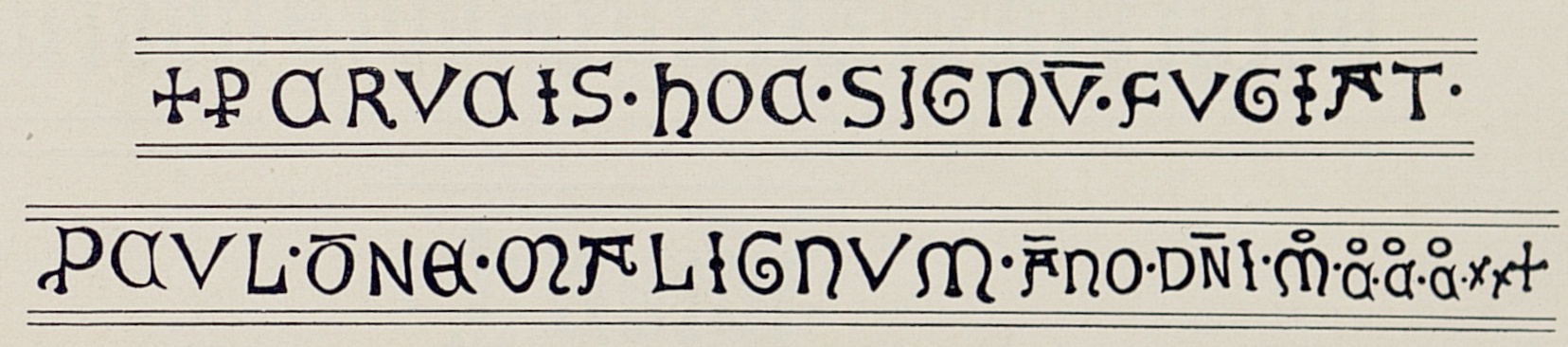
Inschrift der Glocke von 1320

Die Kirche besitzt ein imposantes achtstimmiges Bronzegeläut. Die Glocke 7 hängt im Dachreiter; die übrigen Glocken hängen im Dachbereich des Turmes.
| Nr. | Patron/Name           | Nominal | Durchm   | Gewicht  | Gussjahr | Gießer                               |
| --- | --------------------- | ------- | -------- | -------- | -------- | ------------------------------------ |
| 1   | Laurentiusglocke      | d′      | 1.384 mm | 1.644 kg | 1945     | Petit & Edelbrock Gescher            |
| 2   | Marienglocke          | e′      | 1.232 mm | 1.200 kg | 1945     | Petit & Edelbrock Gescher            |
| 3   | Norbertusglocke       | fis′    | 1.090 mm | 782 kg   | 1945     | Petit & Edelbrock Gescher            |
| 4   | Annaglocke            | g′      | 1.030 mm | 677 kg   | 1719     | Bernhard Wilhelm Stule zugeschrieben |
| 5   | Aloysiusglocke        | a′      | 908 mm   | 466 kg   | 1946     | Petit & Edelbrock Gescher            |
| 6   | Katharinaglocke       | h′      | 807 mm   | 315 kg   | 1946     | Petit & Edelbrock Gescher            |
| 7   | Adolph-Kolping-Glocke | d″      | 693 mm   | 207 kg   | 2001     | Petit & Edelbrock Gescher            |
| 8   | Kreuz-/Angelusglocke  | g″      | 680 mm   | 269 kg   | 1320     | unbekannt                            |

Inschrift der Annaglocke:

„anna pia mater ave cujus nomen est. ave anna sonat gratiam. anno m d cc x viiii rmus et perillustris dnus elbertus de kukelsheim ex gronenberg hujus ecclesiae praepositus.“